# Cool Cool Toon
Cool Cool Toon (яп. クルクルトゥーン) — музична гра, розроблена та видана SNK ексклюзивно для Dreamcast. Реліз відбувся 10 серпня 2000 році у Японії.

## Геймплей
Гравець за допомогою панелі керування переміщує курсор до відображення кнопки, що з'явилася у круговому полі на екрані, та натискає на відповідно кнопку: A, B, X чи Y. Має чотири оцінки: Круто (англ. Cool), Хорошо (англ. Nice), Добре (англ. Okay), Погано (англ. Poor).

## Відгуки
| Видання  | Оцінка |
| -------- | ------ |
| GameSpot | 7,0    |
| IGN      | 7,8    |

Відеогра отримала позитивні відгуки. Критики високо оцінили художній стиль і оригінальний ігровий процес.